# Wahl zur Nationalversammlung der Republik China (Taiwan) 1996
Die Wahl zur Nationalversammlung der Republik China 1996 fand am 23. März statt. Es handelte sich um die dritte Wahl einer Nationalversammlung in der Republik China seit Ende des Zweiten Weltkrieges. Die regierende Kuomintang (KMT) blieb trotz deutlichen Verlusten stärkste Partei. Am selben Tag wurde auch die Präsidentenwahl abgehalten.

## Vorgeschichte
Die vorangegangene Wahl der Nationalversammlung fand im Jahr 1991 statt und wurde sehr deutlich durch die regierende Kuomintang gewonnen. Die KMT gewann eine Dreiviertelmehrheit der Mandate, was sie in die Lage versetzte, ohne Mitwirkung der Opposition Verfassungsänderungen durchzusetzen. Bei der Opposition kamen Befürchtungen auf, dass die Kuomintang ihre Machtfülle dazu nutzen könnte, um den in Gang gekommenen Prozess der Demokratisierung zu stoppen oder gar zurückzudrehen. Dies geschah jedoch nicht und unter der Ägide von Präsident Lee Teng-hui (KMT) führte die Regierung das einmal angestoßene Reformprogramm fort.
Zu einem Streitpunkt entwickelte sich die Frage des Modus der Präsidentenwahl. Nach der bisherigen Verfassung wurde der Präsident turnusmäßig im sechsjährigen Abstand durch die Nationalversammlung gewählt. Die Opposition und an ihrer Spitze die Demokratische Fortschrittspartei (DPP), forderte seit längerem die Einführung der Direktwahl des Präsidenten durch das Volk. Diese Forderung wurde auch durch die Neue KMT-Allianz, eine „reformerische“ Gruppierung innerhalb der Kuomintang, der u. a. Lin Yang-kang, James Soong, Lien Chan und Wu Poh-hsiung angehörten, aufgegriffen. Innerhalb der KMT kam es jedoch zu keiner Einigung, so dass die Angelegenheit an die Nationalversammlung weiterverwiesen wurde. Eine diesbezügliche Sitzung der Nationalversammlung vom 20. März bis 30. Mai 1992 endete zunächst ergebnislos. Unter dem Druck der Öffentlichkeit verabschiedete die Nationalversammlung dann am 2. Mai 1994 eine Verfassungsänderung, die die künftige Direktwahl des Präsidenten, beginnend mit dem Jahr 1996 einführte. Mit dieser Verfassungsänderung verlor die Nationalversammlung zugleich auch eine ihrer beiden Aufgaben (das andere Aufgabenfeld waren Verfassungsänderungen).
Der Tag der Präsidentenwahl wurde auf denselben Tag wie die Wahl der Nationalversammlung festgelegt.

## Wahlkampf
Der Wahlkampf überlappte sich sehr stark mit dem Wahlkampf für die Präsidentenwahl und wurde weitgehend durch diese in den Schatten gestellt. Wahlkampfveranstaltungen der Kandidaten für die Nationalversammlung stießen bei den Wählern nur auf mäßiges Interesse. Der amtierende Präsident Lee Teng-hui, der sich erneut für das Präsidentenamt bewarb, verstand es in geschickter Weise, sich einerseits als Kuomintang-Kandidat, aber andererseits auch als Reformer zu präsentieren, so dass er auch für einen Teil der KMT-Gegner wählbar schien. Andererseits gab es im konservativen Flügel der Kuomintang ein erhebliches Misstrauen gegenüber Lee. Lees innerparteiliche Gegner mutmaßten, dass dieser in Wirklichkeit nicht klar zum zentralen Kuomintang-Ziel der „Wiedervereinigung“ mit dem chinesischen Festland stand, sondern eine versteckte Agenda der Unabhängigkeit Taiwans verfolgte. Im Jahr 1993 hatte sich deswegen ein Teil des konservativen Flügels (der sogenannten non mainstream-Fraktion) von der Kuomintang abgespalten und die Xindang, die „Neue Partei“ gegründet. Die Xindang forderte ein striktes Festhalten an der Ein-China-Politik. Auf der anderen Seite des politischen Spektrums befand sich die Demokratische Fortschrittspartei (DPP), die das Ein-China-Konzept ablehnte und eine formelle Unabhängigkeitserklärung Taiwans forderte. Neben diesen drei großen Parteien kandidierten noch kleinere Parteien, darunter auch die kurz vor der Wahl gegründete Grüne Partei Taiwans.
Der ganze Wahlkampf war überschattet durch Drohgebärden der Volksrepublik China, die damit offensichtlich erreichen wollte, dass die Wähler pro-chinesische Kandidaten wählten. Höhepunkt dieser Drohgebärden waren die ballistischen Raketentests, die die Volksrepublik in der Formosastraße durchführte. Diese sogenannte Dritte Taiwanstraßenkrise dauerte von Juli 1995 bis März 1996 und führte zu einem Popularitätsgewinn von Präsident Lee Teng-hui, der sich als Bewahrer der Unabhängigkeit Taiwans darstellen konnte. Von Seiten der Xindang wurde Lee ein unnötig provokatives Auftreten gegenüber der Volksrepublik vorgeworfen.

## Wahlmodus
Die Wahl fand wie schon 1991 in einer Mischung aus Verhältnis- und Mehrheitswahl statt. 228 Abgeordnete wurden in 58 Mehrpersonenwahlkreisen nach dem System der nicht übertragbaren Einzelstimmgebung gewählt. Im Vergleich zur vorangegangenen Wahl waren dies 9 Abgeordnete mehr. Sechs weitere Abgeordnetensitze waren für die indigene Bevölkerung Taiwans reserviert. Weitere 100 Abgeordnete wurden in landesweiter Listenwahl nach dem Mehrheitswahlrecht gewählt. Dabei galt eine Fünf-Prozent-Sperrklausel. 20 dieser Abgeordnete galten dabei formell als Repräsentanten der Chinesen außerhalb Taiwans.

## Ergebnisse

### Stimmenanteile nach Landkreisen und Städten
| Region               | Gültige Stimmen | KMT       | KMT  | DPP       | DPP  | Xindang   | Xindang | Grüne Partei | Grüne Partei | Arbeitspartei | Arbeitspartei | Partei der Ureinwohner | Partei der Ureinwohner | Andere Parteien/ Unabhängige | Andere Parteien/ Unabhängige |
| Region               | Gültige Stimmen | Zahl      | %    | Zahl      | %    | Zahl      | %       | Zahl         | %            | Zahl          | %             | Zahl                   | %                      | Zahl                         | %                            |
| -------------------- | --------------- | --------- | ---- | --------- | ---- | --------- | ------- | ------------ | ------------ | ------------- | ------------- | ---------------------- | ---------------------- | ---------------------------- | ---------------------------- |
| Landkreis Taipeh     | 1.572.400       | 672.937   | 42,8 | 488.757   | 31,1 | 284.751   | 18,1    | 34.357       | 2,2          | 0,0           | 0             | 0,0                    | 0                      | 91.598                       | 5,8                          |
| Landkreis Yilan      | 221.424         | 114.901   | 51,9 | 101.755   | 46,0 | 4768      | 2,1     | 0            | 0,0          | 0             | 0,0           | 0                      | 0,0                    | 0                            | 0,0                          |
| Landkreis Taoyuan    | 723.056         | 365.209   | 50,5 | 204.973   | 28,4 | 132.832   | 18,4    | 14.314       | 2,0          | 0             | 0,0           | 0                      | 0,0                    | 5728                         | 0,8                          |
| Landkreis Hsinchu    | 201.565         | 124.801   | 61,9 | 52.971    | 26,3 | 23.793    | 11,8    | 0            | 0,0          | 0             | 0,0           | 0                      | 0,0                    | 0                            | 0,0                          |
| Landkreis Miaoli     | 279.816         | 196.080   | 70,1 | 40.025    | 14,3 | 22.128    | 7,9     | 0            | 0,0          | 0             | 0,0           | 0                      | 0,0                    | 21.583                       | 7,7                          |
| Landkreis Taichung   | 686.929         | 356.718   | 51,9 | 184.515   | 26,9 | 75.872    | 11,1    | 0            | 0,0          | 0             | 0,0           | 0                      | 0,0                    | 69.824                       | 10,2                         |
| Landkreis Changhua   | 617.662         | 409.690   | 66,3 | 137.920   | 22,3 | 37.541    | 6,1     | 11.474       | 1,9          | 0             | 0,0           | 0                      | 0,0                    | 21.037                       | 3,4                          |
| Landkreis Nantou     | 257.562         | 134.235   | 52,1 | 72.715    | 28,2 | 30.509    | 11,8    | 0            | 0,0          | 0             | 0,0           | 0                      | 0,0                    | 20.103                       | 7,8                          |
| Landkreis Yunlin     | 349.169         | 242.350   | 69,4 | 57.542    | 16,5 | 0         | 0,0     | 30.627       | 8,8          | 0             | 0,0           | 0                      | 0,0                    | 18.650                       | 5,3                          |
| Landkreis Chiayi     | 264.888         | 186.237   | 70,3 | 67.579    | 25,5 | 5171      | 1,9     | 0            | 0,0          | 0             | 0,0           | 0                      | 0,0                    | 5901                         | 2,2                          |
| Landkreis Tainan     | 537.586         | 255.995   | 47,6 | 210.765   | 39,2 | 36.190    | 6,7     | 0            | 0,0          | 0             | 0,0           | 0                      | 0,0                    | 34.636                       | 6,4                          |
| Landkreis Kaohsiung  | 600.600         | 318.216   | 53,0 | 183.768   | 30,6 | 40.180    | 6,7     | 0            | 0,0          | 0             | 0,0           | 0                      | 1,0                    | 58.436                       | 9,7                          |
| Landkreis Pingtung   | 431.385         | 231.009   | 53,5 | 149.880   | 34,7 | 28.416    | 6,6     | 0            | 0,0          | 0             | 0,0           | 0                      | 0,0                    | 22.080                       | 5,1                          |
| Landkreis Taitung    | 77.414          | 59.217    | 76,5 | 15.064    | 19,5 | 3133      | 4,0     | 0            | 0,0          | 0             | 0,0           | 0                      | 0,0                    | 0                            | 0,0                          |
| Landkreis Hualien    | 126.809         | 59.940    | 47,3 | 28.293    | 22,3 | 17.198    | 13,6    | 0            | 0,0          | 0             | 0,0           | 0                      | 0,0                    | 21.378                       | 16,9                         |
| Penghu-Inseln        | 39.701          | 23.447    | 59,1 | 9703      | 24,4 | 6551      | 16,5    | 0            | 0,0          | 0             | 0,0           | 0                      | 0,0                    | 0                            | 0,0                          |
| Stadt Keelung        | 185.787         | 86.999    | 46,8 | 50.331    | 27,1 | 38.744    | 20,9    | 0            | 0,0          | 0             | 0,0           | 0                      | 0,0                    | 9713                         | 5,2                          |
| Stadt Hsinchu        | 172.296         | 98.498    | 57,2 | 50.723    | 29,4 | 19.326    | 11,2    | 0            | 0,0          | 0             | 0,0           | 0                      | 0,0                    | 3749                         | 2,2                          |
| Stadt Taichung       | 407.286         | 181.702   | 44,6 | 127.916   | 31,4 | 72.582    | 17,8    | 0            | 0,0          | 0             | 0,0           | 0                      | 0,0                    | 25.086                       | 6,2                          |
| Stadt Chiayi         | 125.865         | 62.206    | 49,4 | 44.586    | 35,4 | 8691      | 6,9     | 0            | 0,0          | 0             | 0,0           | 0                      | 0,0                    | 10.382                       | 8,2                          |
| Stadt Tainan         | 344.586         | 144.517   | 41,9 | 106.726   | 31,0 | 35.523    | 10,3    | 0            | 0,0          | 0             | 0,0           | 0                      | 0,0                    | 57.820                       | 16,8                         |
| Stadt Taipeh         | 1.330.739       | 432.462   | 32,5 | 467.846   | 35,2 | 375.787   | 28,2    | 23.170       | 1,7          | 0             | 0,0           | 4340                   | 0,3                    | 27.134                       | 2,1                          |
| Stadt Kaohsiung      | 707.065         | 296.181   | 41,9 | 255.058   | 36,1 | 99.221    | 14,0    | 0            | 0,0          | 0             | 0,0           | 0                      | 0,0                    | 56.605                       | 8,0                          |
| Kinmen               | 20.275          | 9265      | 45,7 | 418       | 2,1  | 10.289    | 50,8    | 0            | 0,0          | 0             | 0,0           | 0                      | 0,0                    | 303                          | 1,5                          |
| Matsu-Inseln         | 2589            | 1469      | 56,7 | 29        | 1,1  | 1091      | 42,1    | 0            | 0,0          | 0             | 0,0           | 0                      | 0,0                    | 0                            | 0,0                          |
| Ureinwohner (Ebenen) | 65.145          | 56.066    | 86,1 | 2878      | 4,4  | 4760      | 7,3     | 0            | 0,0          | 0             | 0,0           | 0                      | 0,0                    | 1441                         | 2,2                          |
| Ureinwohner (Berge)  | 78.789          | 60.482    | 76,8 | 0         | 0,0  | 10.849    | 13,8    | 0            | 0,0          | 7458          | 9,5           | 0                      | 0,0                    | 0                            | 0,0                          |
| Summe                | 10.428.388      | 5.180.829 | 49,7 | 3.112.736 | 29,9 | 1.425.896 | 13,7    | 113.942      | 1,1          | 7458          | 0,1           | 4340                   | 0,0                    | 572.961                      | 5,6                          |

Zu den anderen Parteien zählten die Jungchina-Partei (中國青年黨), die 6197 Stimmen landesweit erhielt (alle im Landkreis Kaohsiung) und die Fortschrittspartei (先進黨), die 4029 Stimmen landesweit bekam (im Landkreis Changhua sowie den Städten Taipeh und Hsinchu).

### Kandidaten und gewählte Abgeordnete nach Städten und Landkreisen

Stimmenstärkste Parteien in der landesweiten Wahl nach Wahlkreisen

In der folgenden Tabelle sind die Kandidaten der Parteien bzw. die parteilosen Kandidaten nach Landkreisen und Städten aufgeführt. Die Farbe des vertikalen Balkens kennzeichnet die mandatsstärkste Partei (keine Farbe = Mandatsgleichstand).
| Region               | KMT  | KMT     | DPP  | DPP     | Xindang | Xindang | Grüne Partei | Grüne Partei | Parteilos/ andere | Parteilos/ andere | Gewählt insgesamt |
| Region               | Zahl | Gewählt | Zahl | Gewählt | Zahl    | Gewählt | Zahl         | Gewählt      | Zahl              | Gewählt           | Gewählt insgesamt |
| -------------------- | ---- | ------- | ---- | ------- | ------- | ------- | ------------ | ------------ | ----------------- | ----------------- | ----------------- |
| Landkreis Taipeh     | 22   | 16      | 16   | 9       | 8       | 6       | 5            | 0            | 8                 | 2                 | 33                |
| Landkreis Yilan      | 4    | 2       | 3    | 3       | 1       | 0       | 0            | 0            | 0                 | 0                 | 5                 |
| Landkreis Taoyuan    | 13   | 8       | 6    | 5       | 5       | 3       | 2            | 0            | 2                 | 0                 | 16                |
| Landkreis Hsinchu    | 4    | 4       | 3    | 0       | 1       | 1       | 0            | 0            | 0                 | 0                 | 5                 |
| Landkreis Miaoli     | 7    | 5       | 2    | 0       | 1       | 1       | 0            | 0            | 3                 | 0                 | 6                 |
| Landkreis Taichung   | 10   | 8       | 6    | 4       | 4       | 1       | 0            | 0            | 5                 | 1                 | 14                |
| Landkreis Changhua   | 13   | 9       | 5    | 4       | 2       | 0       | 1            | 0            | 4                 | 0                 | 13                |
| Landkreis Nantou     | 5    | 4       | 2    | 2       | 2       | 0       | 0            | 0            | 2                 | 0                 | 6                 |
| Landkreis Yunlin     | 7    | 6       | 3    | 1       | 0       | 0       | 2            | 1            | 4                 | 0                 | 8                 |
| Landkreis Chiayi     | 5    | 4       | 2    | 2       | 1       | 0       | 0            | 0            | 2                 | 0                 | 6                 |
| Landkreis Tainan     | 7    | 6       | 6    | 5       | 2       | 0       | 0            | 0            | 3                 | 0                 | 11                |
| Landkreis Kaohsiung  | 12   | 7       | 6    | 4       | 3       | 0       | 0            | 0            | 5                 | 1                 | 12                |
| Landkreis Pingtung   | 7    | 7       | 6    | 3       | 2       | 0       | 0            | 0            | 1                 | 0                 | 10                |
| Landkreis Taitung    | 3    | 3       | 1    | 0       | 1       | 0       | 0            | 0            | 0                 | 0                 | 3                 |
| Landkreis Hualien    | 3    | 2       | 1    | 1       | 1       | 1       | 0            | 0            | 2                 | 0                 | 4                 |
| Penghu-Inseln        | 2    | 1       | 1    | 1       | 1       | 0       | 0            | 0            | 0                 | 0                 | 2                 |
| Stadt Keelung        | 3    | 2       | 2    | 1       | 1       | 1       | 0            | 0            | 1                 | 0                 | 4                 |
| Stadt Hsinchu        | 3    | 2       | 2    | 1       | 1       | 1       | 0            | 0            | 3                 | 0                 | 4                 |
| Stadt Taichung       | 6    | 3       | 4    | 4       | 2       | 2       | 0            | 0            | 3                 | 0                 | 9                 |
| Stadt Chiayi         | 3    | 2       | 1    | 1       | 1       | 0       | 0            | 0            | 2                 | 0                 | 3                 |
| Stadt Tainan         | 5    | 4       | 4    | 3       | 2       | 0       | 0            | 0            | 4                 | 1                 | 8                 |
| Stadt Taipeh         | 12   | 9       | 14   | 9       | 10      | 9       | 3            | 0            | 11                | 0                 | 27                |
| Stadt Kaohsiung      | 9    | 7       | 9    | 5       | 3       | 3       | 0            | 0            | 8                 | 0                 | 15                |
| Kinmen               | 2    | 1       | 1    | 0       | 1       | 1       | 0            | 0            | 1                 | 0                 | 2                 |
| Matsu-Inseln         | 2    | 1       | 1    | 0       | 1       | 1       | 0            | 0            | 0                 | 0                 | 2                 |
| Wahlkreiswahl        | 169  | 123     | 107  | 68      | 57      | 31      | 13           | 1            | 74                | 5                 | 228               |
| Ureinwohner (Ebenen) | 4    | 3       | 1    | 0       | 1       | 0       | 0            | 0            | 1                 | 0                 | 3                 |
| Ureinwohner (Berge)  | 3    | 3       | 0    | 0       | 1       | 0       | 0            | 0            | 1                 | 0                 | 3                 |
| Landesweite Wahl     | 87   | 54      | 45   | 31      | 24      | 15      | 3            | 0            | 0                 | 0                 | 100               |
| Summe                | 263  | 183     | 153  | 99      | 83      | 46      | 16           | 1            | 76                | 5                 | 334               |

### Zusammensetzung der gewählten Nationalversammlung

Sitzverteilung in der Nationalversammlung ab 1996:

| Partei | Partei                                 | Mandate    | Mandate   | Mandate  | Mandate | Mandate |
| Partei | Partei                                 | Landesweit | Wahlkreis | Indigene | Gesamt  | in %    |
| ------ | -------------------------------------- | ---------- | --------- | -------- | ------- | ------- |
|        | Kuomintang (KMT)                       | 054        | 123       | 6        | 183     | 054,8 % |
|        | Demokratische Fortschrittspartei (DPP) | 031        | 068       | 0        | 099     | 029,6 % |
|        | Xindang (CNP)                          | 015        | 031       | 0        | 046     | 013,8 % |
|        | Grüne Partei Taiwans                   | 0          | 01        | 0        | 01      | 00,3 %  |
|        | Parteilose                             | 0          | 05        | 0        | 05      | 01,5 %  |
| Gesamt | Gesamt                                 | 100        | 228       | 6        | 334     | 100,0 % |

## Beurteilung des Wahlausgangs
Der Wahlausgang bedeutete eine deutliche Niederlage der Kuomintang. Bei der letzten Wahl der Nationalversammlung 1991 hatte die KMT noch 71 % der Stimmen gewonnen, so dass das jetzige Wahlergebnis von 49,68 % einem Stimmenverlust von 20 % entsprach. Dieser Stimmenverlust wurde wesentlich auf die zwischenzeitlich neu gegründete Xindang zurückgeführt, die 13,67 % der Wählerstimmen erhielt. Die DPP gewann 29,85 % der Wählerstimmen (eine Steigerung von 6,6 %), lag damit aber immer noch unter ihren Ergebnissen bei den Wahlen zum Legislativ-Yuan 1992 und 1995. Außerdem wurde noch einzelne Abgeordnete kleinerer Parteien und Parteilose gewählt, darunter mit Kao Meng-ting (高孟定), der erste und bislang (Stand 2018) einzige Abgeordnete der Grünen Partei Taiwans in einem nationalen Parlament.
Wahlanalysten wiesen darauf hin, dass die reinen Zahlen die Niederlage der KMT größer erscheinen ließen, als sie tatsächlich war, da der KMT-Wahklsieg 1991 durch eine Reihe von Faktoren begünstigt worden war. Eine wichtige Folge des Wahlergebnisses war jedoch, dass die KMT ihre bisherige Supermajorität in der Nationalversammlung verlor und damit Verfassungsänderungen nur noch in Zusammenarbeit mit anderen politischen Gruppierungen auf den Weg bringen konnte (hierfür war eine Dreiviertelmehrheit in der Nationalversammlung erforderlich). Die DPP hielt sich mit Aussagen zum Wahlausgang zurück, da sie zwar einen Mandatsgewinn von zuvor 66 auf 99 Mandate und etwa 30 Prozent der Stimmen erhalten hatte, was aber nach ihrem Maßstäben ein eher durchschnittliches Ergebnis war. Neu im Parlament vertreten war die Xindang, die ihr Ergebnis als Wahlsieg verbuchte, da sie einen höheren Stimmenanteil als bei der Wahl des Legislativ-Yuans im Vorjahr erzielt hatte. Insbesondere auf den vorgelagerten Inseln, deren Bewohner besonders durch die Spannungen mit der Volksrepublik China beunruhigt waren, erzielte die Partei hohe Stimmenanteile.
Im Folgejahr kam es aufgrund der geänderten Mehrheitsverhältnisse zu einer verstärkten Kooperation von KMP und DPP in der Nationalversammlung. Im Jahr 1997 wurden auf dieser Basis mehrere wichtige Verfassungszusätze verabschiedet.